# Свободное сельское поселение
Свободное сельское поселение — муниципальное образование входившее в состав упразднённого Приморско-Ахтарского района Краснодарского края России. 
В рамках административно-территориального устройства Краснодарского края ему соответствует Свободный сельский округ.
Административный центр — хутор Свободный.
В рамках административно-муниципальной реформы сельское поселение было упразднено путем объединения с другими муниципальными образованиями, входившими в состав Приморско-Ахтарского района.

## Население
| 2010  | 2012  | 2013  | 2014  | 2015  | 2016  | 2017  |
| ----- | ----- | ----- | ----- | ----- | ----- | ----- |
| 1942  | ↗1950 | ↘1937 | ↘1924 | ↘1922 | ↗1928 | ↘1920 |
| 2018  | 2019  | 2020  | 2021  | 2023  |       |       |
| ↘1915 | ↗1916 | ↘1894 | ↘1611 | ↘1561 |       |       |

## Населённые пункты
В состав сельского поселения (сельского округа) входили 4 населённых пункта:
| № | Населённый пункт | Тип населённого пункта | Население (чел.) |
| - | ---------------- | ---------------------- | ---------------- |
| 1 | Свободный        | хутор                  | ↗1287            |
| 2 | Курчанский       | хутор                  | ↘583             |
| 3 | Хорошилов        | хутор                  | ↘63              |
| 4 | Занко            | хутор                  | ↗9               |

## История
Хутор Свободный Приморско-Ахтарского района Краснодарского края образовался в 1916 году.
До этого здесь были свободные земли Гривенского волостного управления. В 1915 году было вынесено решение о нарезе земель, и в 1916 году начались наделы земельных участков и выселение со станицы Гривенской.
Осенью 1916 и весной 1917 годов началось строительство хутора. Было построено 15-20 дворов, хутор назвали Никитинским.
В 1918 году в эти края пришла советская власть и в честь свободы хутор назвали Свободным, и началось массовое заселение. В 20-х годах начали заселяться близлежащие хутора. Организовался Свободный сельский Совет.
Первым председателем Совета депутатов трудящихся был Черныш Степан Маркович.
С 1929 года по 1930 год на территории Совета организовался колхоз «Заря Кубани».
В 1932 году его разукрупнили и стало четыре колхоза: в хуторе Свободном — колхоз «Заря Кубани»; в хуторе Курчанском — колхоз «Красный борец», в хуторе Хорошиловке — колхоз «Красный партизан» и колхоз «Свет».
С августа 1942 года по февраль 1943 года Приморско-Ахтарский район был временно оккупирован немецко-фашистскими захватчиками, сельский Совет не функционировал. В 1950 году все четыре колхоза объединились в один, и на территории Совета образовался один колхоз «Заря Коммунизма» с тремя полеводческими бригадами, четырьмя молочно-товарными фермами, одной свино-товарной фермой.
На основании распоряжения главы администрации района от 27 февраля 1992 года № 13-Л, Свободный сельский Совет был ликвидирован и образована администрация Свободного сельского округа.
В соответствии с Законом Краснодарского края от 7 июня 2004 года № 712-КЗ «Об установлении границ муниципального образования Приморско -Ахтарский район, наделение его статусом муниципального района, образовании в его составе муниципальных образований городского и сельских поселений и установлении их границ», распоряжения главы МО Приморско-Ахтарский район от 27 октября 2005 года № 487-Р «О ликвидации территориальных органов администрации муниципального образования Приморско-Ахтарский район», администрация Свободного сельского округа и её структурные подразделения были ликвидированы.
23 октября 2005 года на территории Свободного сельского поселения были проведены выборы главы и депутатов сельского поселения. Главой Свободного сельского поселения избрана Раиса Тимофеевна Радченко, а также избраны 10 депутатов.
С 1 января 2006 года правопреемником её стала администрация Свободного сельского поселения Приморско-Ахтарского района и осуществляет исполнительно-распорядительные функции на основании и во исполнение законодательных актов РФ, обеспечивает права и законные интересы органов местного самоуправления и граждан, согласно Закону РФ «О местном самоуправлении в Российской Федерации».
11 октября 2009 года на территории Свободного сельского поселения были проведены выборы главы и депутатов сельского поселения 2-го созыва. Главой Свободного сельского поселения избран Виталий Иванович Таран, а также избраны 9 депутатов.
На территории Свободного сельского поселения имеется одна средняя школа, один детский сад, сельская амбулатория, два фельдшерских пункта, Дом Культуры и два клуба, две библиотеки, два почтовых отделения, сберкасса, АТС, девять торговых точек, кафетерий, предприятие ООО АФ «Кубань—Ахтари», 16 фермерских хозяйств.
В рамках административно-муниципальной реформы сельское поселение было упразднено путем объединения с другими муниципальными образованиями, входившими в состав Приморско-Ахтарского района.

## Органы власти

### Администрация Свободного сельского поселения
Адрес: ул. Ленина, 18, хутор Свободный, Приморско-Ахтарский район, Краснодарский край.
Глава администрации Свободного сельского поселения — Сирота Вячеслав Николаевич 

### Совет Свободного сельского поселения
Состав Совета:
- председатель Совета — Хлапов Олег Юрьевич

Члены совета:
- Дымков Василий Георгиевич
- Кравченко Сергей Владимирович
- Шевела Дина Евгеньевна
- Верниенко Ирина Вячеславовна
- Саидов Алексей Айетбайович
- Курятник Александр Михайлович
- Головко Сергей Петрович
- Кирий Дина Федоровна

## Экономика
Основные предприятия Свободного сельского поселения
- ООО АФ «Кубань-Ахтари»
- КФХ «Солнышко»

## Социальная сфера
- МОУ СОШ № 8
- Детсад «Капелька»